# Ratos e Homens
Of Mice and Men ("Sobre Ratos e homens", em português) é um livro escrito por John Steinbeck e publicado em 1937, que conta a história trágica de George e Lennie, dois trabalhadores rurais na Califórnia durante a Grande Depressão (1929-1939). A história se passa em um rancho a algumas milhas de Soledad no Salinas Valley.

## Enredo
Eles formam um par estranho: George é pequeno e esperto; Lennie um brutamontes com a mente de uma criança. A dupla erra pelo interior à procura de uma fazenda para trabalhar, sempre com o plano de comprar um acre de terra e nele construir sua fazenda.
Comprar terras era muito difícil na época, exigia grande esforço no trabalho e economia, ainda mais para dois trabalhadores de fazenda mal remunerados. A maior dificuldade para os dois era a estabilidade do emprego, já que Lennie quase sempre se envolvia em brigas nos locais onde chegavam para trabalhar, o que os obrigava a fugir.
No início do livro, George e Lennie acabaram de fugir de uma fazenda; os proprietários queriam linchar Lennie porque ele havia desrespeitado uma mulher. O grandalhão, sem consciência de seus atos, gostava de pegar em suas mãos tudo que achava bonito e agradável. Após algum tempo caminhando, decidem acampar. Eles estão a caminho de outra fazenda, onde há promessa de empregos. George nota que Lennie está escondendo algo, e logo descobre que é um ratinho morto. Lennie adorava animais de estimação, porém sempre acaba matando-os com sua enorme e desproporcional força. Um pouco depois, George conta os planos da dupla para o futuro: comprar um acre de terra, construir sua própria fazenda, e nela criar galinhas, porcos, e o que Lennie mais queria, coelhinhos. Eles conversam também da importância da amizade e da companhia que um faz ao outro.
Chegando à fazenda, encontram pessoas agradáveis, com exceção de Curley e sua esposa. O sonho de George e Lennie começa a se realizar quando Candy oferece seu dinheiro para comprar um acre de terra, e assim viverem os três na nova fazenda. Tudo que precisava ser feito era juntar mais algum dinheiro, que conseguiriam trabalhando. Infelizmente, o sonho se destrói quando Lennie mata por acidente a mulher de Curley (o filho do proprietário da fazenda), quando brincava com os cabelos dela. A última passagem do livro acontece à beira de um rio, onde estão somente George e Lennie.

## Histórico
O título do livro, a exemplo de outros livros de Steinbeck, é uma citação de versos[carece de fontes?] neste caso do poeta Robert Burns, escritos no dialeto escocês:
| “ | The best laid schemes o'mice an'men Gay aft a-gley An'lea'e us nought but grief an'pain For promised pay. | ” |

Em tradução para a língua portuguesa, seria: “Os projetos melhor elaborados, sejam de camundongos ou sejam de homens, fracassam muitas vezes e nos fornecem só tristeza e sofrimento, em vez do prêmio prometido”. Esse fracasso dos planos é justamente o tema do livro, escrito por Steinbeck em 1937. O sucesso levou a história aos palcos, em forma de teatro, e ao cinema e TV.

## Desenvolvimento
Ratos e Homens foi a primeira tentativa de Steinbeck de escrever sob a forma de romance-peça de teatro. Estruturado em três atos de dois capítulos cada, destina-se a ser tanto uma novela como um guião para uma peça. Ele queria escrever um romance que pudesse ser representado a partir do texto, ou uma peça que pudesse ser lida como um romance.
Steinbeck intitulou originalmente o livro de Algo que Aconteceu (referindo-se aos acontecimentos do livro como "algo que aconteceu" porque ninguém pode ser realmente culpado pela tragédia que se desenrola na história), tendo mudado o título após ter lido o poema Para um Rato de Robert Burns. O poema de Burns fala do arrependimento que o narrador sente por ter destruído a toca de um rato quando arava o campo.
Steinbeck escreveu este livro e As Vinhas da Ira no que é hoje Monte Sereno, Califórnia. Um rascunho do romance foi comido por um cachorro de Steinbeck chamado Max.

## Recepção
Tendo atingido a maior resposta positiva de qualquer das suas obras até aquele momento, esta novela de Steinbeck foi escolhida como Clube do Livro do Mês numa seleção antes de ser publicada. O trabalho recebeu elogios de muitos críticos notáveis, incluindo Maxine Garrard (Enquirer-Sun), Christopher Morley, e Harry Thornton Moore (New Republic). O crítico Ralph Thompson do New York Times descreveu a novela como um "pequeno grande livro, por todo o seu melodrama final."
A novela foi banida nos EUA de diversas bibliotecas públicas e escolares e currículos de cursos por supostamente "promover a eutanásia", "fazer a apologia de insultos raciais", de ser "anti-negócios", conter palavras de calão rateiro e de em geral conter "linguagem ofensiva" e "vulgar". Muitas das proibições e restrições foram levantadas, sendo leitura obrigatória em muitas outras escolas de ensino pré-universitário americanas, australianas, irlandesas, britânicas, neozelandesas e canadianas. Em resultado de ser um alvo frequente de censores, Ratos e Homens aparece em número 4 na lista dos 'mais desafiantes livros do século XXI ' da American Library Association No Reino Unido, foi listado no número 52 do "romance mais querido do país" numa pesquisa de 2003 da BBC (The Big Read).
Apesar da popularidade do livro, tem havido controvérsia em torno do seu conteúdo o que levou Ratos e Homens a ser censurado em distritos escolares por todos os EUA. Ratos e homens foi contestado 54 vezes desde que foi publicado em 1936. No entanto, estudiosos como Thomas Scarseth têm lutado para proteger o livro citando o seu valor literário. De acordo com Scarseth, "na verdadeiramente grande literatura, a dor da Vida é transmutada na beleza da Arte", sendo assim, através da polémica, que as pessoas podem começar a apreciar.

## Cinema e TV
- 1939: "Of Mice and Men", filme dirigido por Lewis Milestone, estrelado por Burgess Meredith, Betty Field, Lon Chaney Jr., Bob Steele. O roteiro foi adaptado por Eugene Solow. No Brasil, recebeu o título “Carícia Fatal”, e em Portugal, “As Mãos e a Morte”.[16]
- 1953: "Ratos e Homens", Teleteatro produzido no Brasil pela Rede Tupi (TV de Vanguarda), sob direção de Cassiano Gabus Mendes, estrelado por Dionísio Azevedo, Lima Duarte, Hélio Golovaty, Francisco Negrão e Rosa Maria. Emitido em 11 de Janeiro de 1953.
- 1957: "Ratos e Homens", Teleteatro produzido no Brasil pela TV Tupi (Grande Teatro Tupi), sob direção de Augusto Boal e Luis Gallon, estrelado por Taran Dach, Geraldo Ferraz, Milton Gonçalves, Gianfrancesco Guarnieri e Riva Nimitz. Emitido em 25 de Fevereiro de 1957.
- 1962: "Ikimize bir dünya (a world for you and me)"  filme produzido na Turquia pela Persen film, sob direção de Nevzat Pesen, estrelado por  Orhan Günsiray, Çolpan Ilhan e Kadir Savun. Estreou em 13 de Fevereiro de 1962.
- 1963: "Ratos e Homens", Teleteatro produzido no Brasil pela Rede Tupi (TV de Vanguarda), sob direção de Benjamin Cattan, estrelado por  Percy Aires, Altair Lima, Mario Alimari, Rolando Boldrin e Geórgia Gomide Emitido em 5 de Maio de 1963.
- 1968: "Of Mice and Men", filme produzido para a TV pela American Broadcasting Company (ABC), sob direção de Ted Kotcheff, estrelado por George Segal, Nicol Williamson. Estreou em 31 de janeiro de 1968.[17]
- 1968 "Von Mausen und Menschen", filme produzido para a TV Alemã pela Hessischer Rundfunk (HR), sob direção de Rolf Hädrich, estrelado por  Wolfgang Reichmann, Peer Schmidt, Werner Veidt e Dorothea Reiprich. Estreou em 25 de Abril de 1968.
- 1971: "Des Souris et des Hommes", filme feito para TV pela Société Radio-Canada, sob direção de Paul Blouin, tendo no elenco Hubert Loiselle, Jacques Godin, Benoît Girard e Luce Guilbeault.
- 1972: "Topoli", filme feito no Irão pela Aas Film, sob direção de Reza Mirlohi tendo no elenco Morteza Aghili, Zahra Hatami e Homayoon.
- 1975: “Fareler ve insanlar”, filme turco feito para TV, dirigido por Tülay Eratalay e estrelado por  Bozkurt Kuruç, Nuri Altinok e Gülsen Alniaçik.[18]
- 1977: “Anthropoi Kai Pontikia”, filme Grego feito para TV pela Hellenic Radio & Television (ERT), dirigido por Giorgos Theodosiadis e Stavros Zervakis, estrelando Panos Panopoulos, Giannis Katranis, Nikos Garofallou e Mirka Papakonstantinou,
- 1977: “Möss Och Människor”, filme Sueco dirigido por Börje Ahlstedt, estrelando Urban Sahlin, Börje Ahlstedt, Sture Ericso e Lis Nilheim. Estreado a 2 de Fevereiro de 1977
- 1977: “Hiirïa Ja Ihmisiä”, filme Finlandês feito para TV pela Yleisradio (YLE), dirigido por Mauno Hyvönen, estrelando Mauno Blomqvist, Paavo Pentikäinen, Niilo Suihkonen e Liisa Paatso, Estreado a 14 de Setembro de 1977
- 1981: "Of Mice and Men", filme feito para TV, sob direção de Reza Badiyi, tendo no elenco Robert Blake, Randy Quaid, Lew Ayres. Estreou em 29 de novembro de 1981.[19]
- 1992: "Of Mice and Men", filme estadunidense dirigido por Gary Sinise, adaptando a história de Steinbeck, adaptação essa feita por Horton Foote. No elenco, além de Gary Sinise, estão John Malkovich e Sherilyn Fenn.[20]

## Ratos e Homens no Brasil e em Portugal

### Traduções em língua portuguesa
- Érico Veríssimo: tradução feita em 1940, como “Ratos e Homens”, para a Livraria do Globo, em Porto Alegre, Coleção Nobel.[21] Essa mesma tradução foi utilizada pela Editorial Bruguera, nos anos 60, na Coleção Livro Amigo, pela Editora Record, nos anos 60, e pela Ediouro, em 1976. Em Lisboa, a tradução de Érico Veríssimo, com revisão de A. Vieira de Areia, foi publicada pela Editora Livros do Brasil, Colecção Miniatura, nº 3, a partir dos anos 50.
- Versão portuguesa de Correia Alves [1957] - Peça em 3 actos. (Uma das estimadas edições do TEP - Edição do Círculo de Cultura Teatral. Teatro Experimental do Porto. Porto. In-8º peq. de 104 págs. Br.) http://www.livrariacandelabro.com/1551.jpg
- Myriam Campello: tradução feita em 1991, com o mesmo título, pelo Círculo do Livro, em São Paulo.
- Ana Ban: tradução feita em 2005, com o mesmo título, para a L&M Pocket, em Porto Alegre.
- Brutus Pedreira: tradução para a encenação teatral realizada em 26 de setembro de 1956, no Teatro de Arena, em São Paulo, sob direção de Augusto Boal, tendo no elenco Gianfrancesco Guarnieri, José Serber, Nilo Odalia, Riva Nimitz, Milton Gonçalves.[22] Ratos e Homens foi a primeira direção de Augusto Boal e lhe valeu o prêmio de revelação de direção da Associação Paulista de Críticos de Artes naquele mesmo ano.[23]

### Teatro
- BRASIL
- Ratos e Homens (Brasil), encenação teatral realizada em 26 de setembro de 1956, no Teatro de Arena, em São Paulo, com tradução de Brutus Pedreira e sob direção de Augusto Boal, tendo no elenco Gianfrancesco Guarnieri, José Serber, Nilo Odalia, Riva Nimitz, Milton Gonçalves.[22] Ratos e Homens foi a primeira direção de Augusto Boal e lhe valeu o prêmio de revelação de direção da Associação Paulista de Críticos de Artes naquele mesmo ano.[23] Em 2016, uma nova montagem voltou aos palcos. Sob direção de Kiko Marques, o texto original de John Steinbeck passou por vários palcos como o Centro Cultural Banco do Brasil, Teatro SESI São Bernardo do Campo, entre outros. A peça teve direção de Kiko Marques. No elenco: Ricardo Monastero, Ando Camargo, Natallia Rodrigues, Tom Nunes, Roberto Borenstein, Cássio Inácio Bignardi, Pedro Paulo Eva, Thiago Freitas. Recebeu o Prêmio APCA de Melhor Espetáculo de Teatro de 2016, Melhor Estréia de Teatro em 2016 - Voto Popular e 16º Prêmio CENYM de Melhor Espetáculo de 2016 e mais quatro prêmios, além de indicações em três categorias do Aplauso Brasil.[24]
- PORTUGAL
- Ratos e Homens. Peça em 3 actos encenada por António Pedro em 1957 com cenários de Fernando Fonseca.TEP Teatro Experimental do Porto. Porto. In-8º peq. de 104 págs. Br.) Versão portuguesa de Correia Alves.
- Ratos e Homens. 80ª Criação do Teatro Art'Imagem. Encenação Fernando Moreira; Música Carlos Adolfo; Espaço cénico Ricardo Preto; Desenho de luz Leuman Ordep; Produção executiva Micaela Barbosa e João Real; Direcção de produção Jorge Mendo. Interpretação Ângela Marques, João Paulo Brito, Luís Araújo, Valdemar Santos e Pedro Carvalho. Estreia a 17 de Novembro com temporada até 19 de Dezembro de 2004, na Sala Estúdio Latino do Teatro de Sá da Bandeira, Porto.

### Televisão
- Ratos e Homens foi apresentado pela TV de Vanguarda, nos Teleteatros da Rede Tupi, em 11 de janeiro de 1953, num domingo, com adaptação de Walter George Durst, tendo no elenco Rosa Maria, Dionísio Azevedo, David Neto.[25] Foi uma adaptação do filme de Lewis Milestone “Of mice and men”, chamado no Brasil de “Carícia Fatal”. Direção de TV Cassiano Gabus Mendes.[26]
- 1957: "Ratos e Homens", Teleteatro produzido no Brasil pela TV Tupi (Grande Teatro Tupi), sob direção de Augusto Boal e Luis Gallon, estrelado por Taran Dach, Geraldo Ferraz, Milton Gonçalves, Gianfrancesco Guarnieri e Riva Nimitz. Emitido em 25 de Fevereiro de 1957.
- 1963: "Ratos e Homens", Teleteatro produzido no Brasil pela Rede Tupi (TV de Vanguarda), sob direção de Benjamin Cattan, estrelado por  Percy Aires, Altair Lima, Mario Alimari, Rolando Boldrin e Geórgia Gomide Emitido em 5 de Maio de 1963.